# اندیس چاه مسی۲
چاه مسی۲ یک اندیس فلزی است که در حوالی شهر گلگهر استان کرمان قرار دارد و مادهٔ معدنی موجود در آن، نقره است.  